# 里默敦 (北卡羅萊納州)
里默敦（英語：Rimertown）是位於美國北卡羅萊納州卡貝勒斯縣的非建制地區。

## 歷史
里默敦的郵局於1888年設立，其後於1903年停運。

## 地理
里默敦所處的海拔為高於海平面230米（即755英呎），而該地所採用的時區為UTC-5，即北美东部时区（EST）。同時該地設有夏令時間，為UTC-5調快一小時，即UTC-4（EDT）。